# Американско физическо общество
Американско физическо общество (на английски: The American Physical Society) е втората по големина организация на физиците в света. Основано е през 1899 г. Публикуват се над десет списания на Американското физическо общество, между които е едно от най-престижните списания по физика Physical Review Letters, а също и серията списания Physical Review. Под егидата на обществото ежегодно се провеждат над двадесет научни срещи и мероприятия. Американското физическо общество наброява над 47000 члена.

## История
На 20 май 1899 г. 36 физика от Колумбийския университет основават Американско физическо общество (APS), целта на което била „развитие и разпространение на физическите знания“. Дейността на обществото започва с организиране на научни срещи. През 1913 г. обществото започва да издава собствено физично списание Physical Review, основано през 1893 г. в Университетът Корнел. От този момент издаването на списания става втора основна дейност на обществото. През 1929 г. започва издаването на списание Reviews of Modern Physics, а през 1958 г. – Physical Review Letters. С времето поради увеличаване на популярността и количеството статии, изпратени на списанието, Physical Review е разделен на 5 части от A до E), всяка от които е посветена на своя по-тясна тематика. От 2008 г. обществото започва издаването на безплатно електронно списание Physics, в което накратко от експерти се описват най-значимите резултати от изследвания, публикувани в други списания на обществото.
Напоследък дейността на обществото стана още по-активна. Поради увеличаване на федералното финансиране след Втората световна война и още повече през шейсетте години, Американското физическо общество стана едно от най-активните научни организации в света, осъщесвяващо огромна образователна, изследователска и научно-популяризационна програма.
Американското физическо общество има 14 подразделения и 9 тематични групи, обхващащи всички области на физиката. Наброява повече от 47000 члена от цял свят.

## Критика
През 2008 г. група физици излиза с критика срещу политиката на Американското физическо общество относно авторските прав на публикуваните в неговите списания статии. Статиите се публикуват под лиценз, несъвместим с лиценза GNU FDL, което не позволява на авторите на статиите да публикуват свои иллюстрации в интернет, например, в Уикипедия. В отговор главният редактор на списанията на Американското физическо общество Джин Спрауз е заявил, че обществото планира да обсъди възможността за изменение на лицензната политика.

## Медали и премии
На Американското физическо общество са връчени ред награди за принос в развитието и разпространението на физическото познание:
- Премия Юлиус Едгар Лилиенфелда за особен принос в развитието на физиката[5]
- Премия Дени Хайнеман в областта на математическата физика
- Премия Сакураи в областта на теоретическата физика на елементарните частици
- Премия Дювал
- Премия по хидродинамика (Fluid Dynamics Prize)
- Премия Ото Лапорте (в 2004 г. е слята с премията по хидродинамика)
- Премия Анесур Раман в областта на компютърното моделиране
- Премия Макс Делбрюк (по-рано известна като премия по биофизика)
- Премия Дейвид Адлер в областта на физиката на материалите